# Lophopoeum humerosum
Lophopoeum humerosum là một loài bọ cánh cứng trong họ Cerambycidae.